# Звездообразуване
Звездообразуването е процес, чрез който плътни региони в молекулярните облаци претърпяват гравитационен колапс и образуват звезди. Повечето звезди не се образуват поотделно, а в групи (звездни купове или звездни асоциации).

## Условия за образуване

### Междузвездни облаци
Спирална галактика като Млечния път съдържа звезди, звездни останки и разредена междузвездна среда, съдържаща газ и прах. Междузвездната среда съдържа между 10−4 и 106 частици на cm3 и обикновено е съставена от 70% водород и 29% хелий. Тази среда се обогатява химически със следи от по-тежки елементи, които са изхвърлени от звезди. По-плътните области от междузвездната среда образуват облаци или мъглявини, където настъпва звездообразуване. За разлика от спиралните галактики, елиптичните галактики губят студения компонент на междузвездната си среда след около милиард години, което възпрепятства галактиката да образува мъглявини, освен чрез сливане с други галактики.
В гъстите мъглявини, където се образуват звезди, голяма част от водорода е в молекулярна (H2) форма, така че такива мъглявини се наричат молекулярни облаци. Наблюденията сочат, че най-хладните облаци са склонни да образуват звезди с малка маса, видими първоначално в инфрачервения диапазон, а след това и в светлинния, когато облаците се разсеят, докато гигантските молекулярни облаци, които често са по-топли, раждат звезди с всякаква маса. Тези гигантски облаци имат обичайна плътност от 100 частици на cm3, диаметър около 100 светлинни години, маса до 6 милиона слънчеви маси (M☉) и средна температура във вътрешните региони от около 10 келвина. Около половината маса на галактическата междузвездна среда се намира в молекулярните облаци, като в Млечния път се предполага, че има около 6000 молекулярни облаци, всеки с маса над 100 000 M☉. Най-близката мъглявина до Слънцето, в която се образуват нови звезди, е Орион, на около 1300 светлинни години. Обаче, сформиране на звезди с по-ниска маса се случва и на 400 – 450 светлинни години в Ро Змиеносец.
По-компактен регион на звездообразуване са тъмните облаци от гъсти газ и прах на глобулите. Такива могат да се образуват във връзка с разпадащи се молекулярни облаци или, вероятно, независимо. Глобулите обикновено са с диаметър от светлинна година и са с маса от няколко M☉. Те се проявяват като тъмни силуети върху по-ярките емисионни мъглявини или звезди. Над половината открити глобули съдържат новообразуващи се звезди.

### Гравитационен колапс
Междузвезден облак от газ остава поддържа хидростатично равновесие, докато кинетичната енергия на газовото налягане в равновесие с потенциалната енергия на вътрешната гравитационна сила. Математически, това се изразява чрез вириалната теорема, която гласи, че за да се поддържа равновесие, потенциалната енергия на гравитацията трябва да се равнява на два пъти вътрешната топлинна енергия. Ако даден облак стане толкова масивен, че газовото налягане не може да го поддържа, облакът претърпява гравитационен колапс. Масата, над която даден облак би претърпял такъв колапс, се нарича маса на Джинс. Тази маса зависи от температурата и плътността на облака, но обикновено е от порядъка на хиляди до десетки хиляди слънчеви маси. В хода на колапса могат да се образуват десетки хиляди звезди почти едновременно. Крайният продукт на срива е разсеян звезден куп.
При задействането на звездообразуване, може да настъпи едно от няколко събития за свиване на молекулярния облак, което да започне неговия гравитационен колапс. Молекулярни облаци могат да сблъскат един в друг или близка супернова може да изпрати материал към облака с много висока скорост. Новообразуваните звезди скоро могат да образуват супернови, което да породи нови звезди. Освен това сблъскващите се галактики могат да породят масивно звездообразуване, когато газовите облаци във всяка галактика се свият и развълнуват от галактическите приливни сили. Последният механизъм може да е отговорен за създаването на кълбовидни звездни купове.
Свръхмасивна черна дупка в сърцето на дадена галактика може да служи за регулиране на скоростта на звездообразуване в галактическото ядро. Черна дупка, която натрупва изпадаща в нея материя, може да стане активна, излъчваща силни ветрове през релативистичната си струя. Това може да ограничи по-нататъшното звездообразуване. Масивните черни дупки, изхвърлящи частици с релативистична скорост (близка до скоростта на светлината), също могат да ограничат звездообразуването в по-старите галактики. Все пак, излъчването на радиовълни около техните струи могат да задействат звездообразуване. По този начин, по-слаба струя може да породи звездообразуване при сблъсък с газов облак.
Докато търпи колапс, молекулярният облак се разбива на все по-малки части, докато тези фрагменти достигнат звездна маса. Във всеки от фрагментите, свитият газ излъчва енергия, получена от освобождаването на потенциалната енергия на гравитацията. С нарастване на плътността, фрагментите стават все по-непрозрачни и следователно по-малко ефективни при излъчването на енергията си. Това повишава температурата на облака и възпира по-нататъшната фрагментация. Фрагментите започват да кондензират върху въртящите се сфери от газ, които играят ролята на звездни зародиши.
Усложняващи картинката на колапса са влиянията на турбуленцията, макроскопичните течения, въртенето, магнитните полета и геометрията на облака. Както въртенето, така и магнитните полета могат да попречат на колапса на облака. Турбуленцията е от особено значение при предизвикването на фрагментация на облака, подпомагайки процеса дори в най-малки мащаби.

## Протозвезда
В протозвездния облак продължава процесът на колапс, стига гравитационната свързваща енергия да е елиминирана. Тази излишна енергия се губи главно чрез излъчване. Все пак, облакът в колапс в края на краищата ще стане непрозрачен за собственото си излъчване, така че енергията трябва да се отвежда по друг начин. Прахът в облака се нагрява до температура 60 – 100 K, а частиците му излъчват енергия в инфрачервения диапазон, където облакът все още е прозрачен. Така прахът посредничи за по-нататъшния колапс на облака.
В хода на колапса, плътността на облака нараства към центъра, поради което средния регион става оптически непрозрачен първо. Тогава става при плътност от около 10−13 g/cm3. Ядрото се образува там, където колапсът на практика спира. Неговата температура продължава да расте, както се предполага от вириалната теорема. Изпадащият газ към този непрозрачен регион се сблъсква с него, създавайки ударни вълни, които допълнително нагряват ядрото.
Когато температурата на ядрото достигне около 2000 K, топлинната енергия започва да разединява молекулите H2. След това настъпва йонизация на водородните и хелиевите атоми. Тези процеси абсорбират енергията на свиване. След като плътността на навлизащия материал достигне около 10−8 g/cm3, този материал става достатъчно прозрачен, за да позволи на излъчваната от протозвездата енергия да излезе. Комбинацията на конвекция в протозвездата и излъчването ѝ ѝ позволява да се свива още повече. Това продължава, докато газът се нагорещи достатъчно, за да може вътрешното налягане да поддържа протозвездата срещу по-нататъшен гравитационен колапс – състояние, наричано хидростатично равновесие. Когато тази фаза на акреция завърши, полученото тяло се нарича протозвезда.
Натрупването на материал върху протозвездата продължава частично от новообразувания околозвезден диск. Когато плътността и температурата са достатъчно високи, настъпва термоядрен синтез на деутерий, в резултат на което излъчването на тялото намалява (но не спира) колапса му. Веществата в облака продължават да падат върху протозвездата. В тази фаза, биполярните струи се наричат обекти на Хербиг-Аро. Това вероятно е начин, по който излишният момент на импулса на падащия материал се елиминира, позволявайки сформирането на звездата да продължи.
Когато околните газ и прах се разпръснат и процесът на акреция спре, звездата се счита за звезда преди главна последователност. Енергийният източник на тези обекти е гравитационното свиване, за разлика от горенето на водород при звездите от главна последователност. Тази звезда следва т. нар. трек на Хаяши върху диаграмата на Херцшпрунг-Ръсел. Свиването продължава, докато се достигне границата на Хаяши, след което свиването продължава по механизма на Келвин-Хелмхолц, като температурата остава стабилна. Звезди с по-малка маса от 0,5 M☉ след това стават част от главната последователност. По-големите звезди, недостигнали главна последователност, бавно претърпяват колапс близо до хидростатично равновесие, следвайки т. нар. трек на Хени.
Накрая, водородът започва реакция на термоядрен синтез в ядрото на звездата, докато околният материал се премахва. С това приключва протозвездната фаза и започва фазата на главна последователност на звездата по диаграмата на Херцшпрунг-Ръсел.
Етапите на този процес са добре изучени при звезди с маса около 1 M☉ или по-малко. При по-масивните звезди, продължителността на процесът на звездообразуване е по-кратък. По-нататъшното развитие на звездата е обект на изследване в предмета на звездната еволюция.